# Colline (immagine)

L'immagine

Colline, anche nota come Bliss, suo nome originale, è l'immagine di sfondo predefinita per il desktop di Windows XP, sistema operativo di Microsoft.
La fotografia ritrae una collina verde con un cielo blu e alcune nuvole bianche in secondo piano. L'immagine è stata scattata dal fotografo Charles O'Rear nel 1996 nell'area vinicola di Los Carneros, nella contea di Sonoma, in California. Nello stesso anno, l'autore inviò la fotografia alla società Corbis e successivamente Microsoft ne comprò i diritti d'autore nel 2000.

## Storia

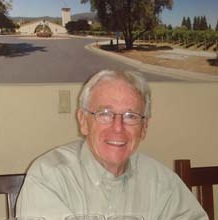
Charles O'Rear nel 2007.

Nel gennaio 1996 il fotografo di National Geographic, Charles O'Rear, si stava recando dalla propria abitazione, situata a St. Helena, verso quella della sua compagna e futura moglie, Daphne Irwin. I due stavano scrivendo un libro sui vini ed avevano bisogno di alcune immagini da inserire, dal momento che la zona centrale della California è famosa per la produzione di vino da tavola. Durante il tragitto lungo la Sonoma Highway, O'Rear rimase colpito da una piccola collina tappezzata di erba verde appena cresciuta a causa delle frequenti piogge verificatesi in quel periodo. Alcuni anni prima l'altorilievo era stato sgomberato dai vigneti in precedenza presenti, dopo che un'infestazione di filossera ne aveva causato la distruzione. O'Rear prese quindi la sua macchina fotografica Mamiya RZ67 a medio formato e fotografò la collina utilizzando la pellicola fotografica Velvia di Fujifilm, la quale è utilizzata spesso in fotografia per la sua particolare capacità di saturare i colori. O'Rear dichiarò che se avesse utilizzato la più comune pellicola 35 mm, la fotografia non avrebbe avuto lo stesso effetto. L'autore affermò inoltre che l'immagine non è stata in alcun modo ritoccata o manipolata digitalmente.

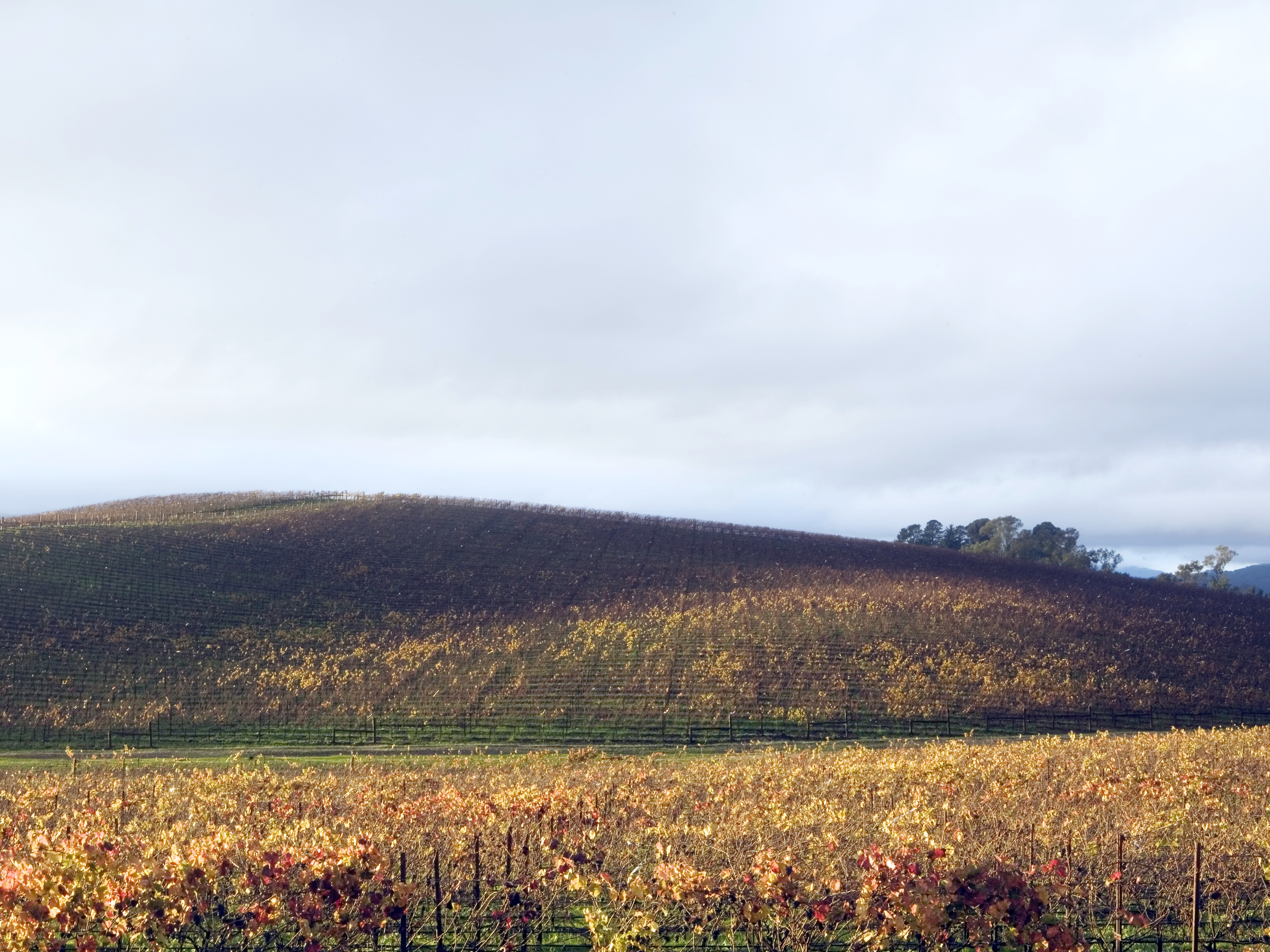
La stessa collina fotografata approssimativamente nella stessa posizione nel novembre 2006.

Dal momento che la fotografia non era pertinente al libro che la coppia stava scrivendo, O'Rear decise di renderla disponibile come fotografia stock attraverso la società statunitense Corbis. Tra il 2000 e il 2001, il team di sviluppo di Windows XP contattò O'Rear con l'intenzione non solo di comprare la licenza per utilizzare l'immagine come sfondo predefinito di Windows XP, ma di acquisirne tutti i diritti. A O'Rear fu offerta quella che egli dice essere "la seconda somma più alta mai fatta al mondo per l'acquisto di una singola fotografia"; tuttavia il fotografo firmò un accordo di non divulgazione con Microsoft, il quale non gli permette di rivelare la cifra esatta.  O'Rear accettò il contratto ed era intenzionato a spedire la pellicola originale a Microsoft, ma i corrieri postali rifiutarono la spedizione in quanto il valore era molto più di quanto la loro assicurazione avrebbe coperto. Per ovviare a questo, la Microsoft pagò a O'Rear un biglietto aereo per Seattle, dove il fotografo avrebbe consegnato personalmente la pellicola alla società.
Microsoft nominò l'immagine Bliss e la rese parte fondamentale per la campagna promozionale di Windows XP. La società ammise che l'immagine era stata tagliata leggermente a sinistra per permettere di adattarsi meglio al desktop e che era stato accentuato il colore verde dell'erba. O'Rear stima che l'immagine sia stata vista su oltre un miliardo di computer. Il fotografo mantiene tuttora una piccola copia della fotografia nella sua abitazione.